# Edificio CASFPI
El Edificio CASFPI es una torre de oficinas que se encuentra en la Avenida Leandro N. Alem, cerca del conjunto Catalinas Norte. Fue construida para la Caja de Ayuda y Subsidio para Familiares del personal de la Industria (CASFPI), y actualmente aloja a la Secretaría de Trabajo de la Nación.
En 1974, la CASFPI realizó un concurso de proyectos para construir su sede en un terreno de la avenida Alem. La propuesta ganadora fue la del estudio de Manteola, Sánchéz Gómez, Santos, Solsona y Viñoly (M/SG/S/S/V), asociados con los arquitectos Carlos Sallaberry, Felipe Tarsitano y el estudio Gerardo Sabatiello, Carlos Terzoni.
La construcción fue realizada por las constructoras Petersen, Thiele y Cruz S.A. y SITRA S.A., y la dirección de las obras estuvo a cargo de los mismos proyectistas. El edificio fue inaugurado en 1981.
En 1991 fue creada la Administración Nacional de la Seguridad Social (ANSES), a cargo del Sistema Único de la Seguridad Social (SUSS), que absorbió a la CAFSPI. Este sistema depende del Ministerio de Trabajo, que pasó a ocupar la sede de la antigua caja de ayuda y seguro social.

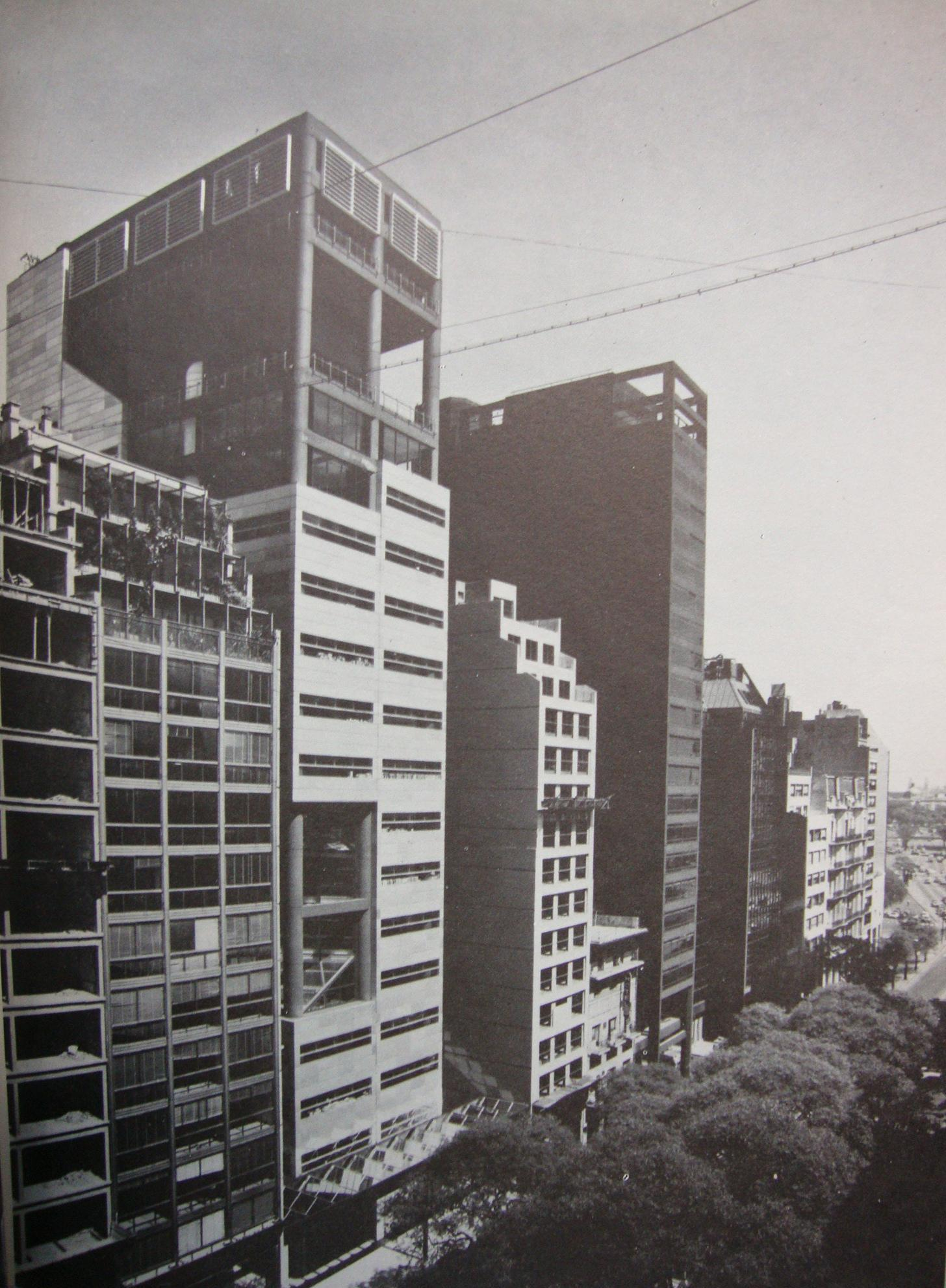
Vista del CASFPI en 1982

## Descripción
El edificio de la CAFSPI es una torre sin basamento, con 3 subsuelos, planta baja y 17 pisos altos. Las características que lo distinguen son el revestimiento de la fachada y su estructura exterior. La fachada fue revestida de dos módulos de distinto material: unos, confeccionados en bandejas de chapa moldeada de aluminio anodizado natural, y otros de cristal (ventanales). La estructura exterior llama la atención porque entre los pisos 4º y 7º y en los últimos pisos la fachada de aluminio se quiebra y aparecen espacios donde las columnas de sostén quedan a la vista, con ventanales que permiten la entrada de luz. Como comenta el arquitecto Liernur, este diseño marca una fuerte influencia de la arquitectura japonesa de aquella década, y al mismo tiempo reinterpreta una idea que el estudio de Solsona ya había tenido para la fallida Torre UIA: abrir el interior del edificio a las vistas de la ciudad. En el caso de la UIA, la idea era realizar la fachada con vidrios transparentes que mostraran el interior, y en este caso se prefirió perforar el prisma en dos sectores, generando terrazas y jardines.
La planta del edificio tiene 525 m² de superficie, y posee un núcleo con tres polos. El primero, compuesto por el montacargas, la escalera y offices; el segundo, integrado por la batería de ascensores, los baños y vestuarios del personal; y el tercero, destinado a ascensor y baños privados para los directivos, y un palier en algunos pisos. Los subsuelos 2º y 3º fueron ocupados por las cocheras, y el 1º se destinó originalmente a consultorios de atención al público y archivo. Los pisos del 2º al 12º se usaron para las oficinas, el piso 13º se reservó para el Directorio, el piso 14º alojó la cocina y comedor de los directivos y una biblioteca, el piso 15º se destinó a comedor del personal y guardería; y finalmente los pisos 16º y 17º fueron ocupados por un foyer y un auditorio.
En la planta baja, el acceso se realizó con un zócalo de placas de granito gris claro, y en el interior del hall de entrada las paredes fueron revestidas con aluminio, al igual que las fachadas exteriores.